# Philander deltae
Philander deltae is een zoogdier uit de familie van de opossums (Didelphidae). De wetenschappelijke naam van de soort werd voor het eerst geldig gepubliceerd door Lew et al. in 2006.

## Uiterlijke kenmerken
P. deltae is een kleine soort voor zijn geslacht (kopromplengte 475-550 mm). De donkerbruine rugvacht is kort en fluweelachtig. Er loopt een donkerdere streep over de bovenkant van de rug. Ook het gezicht is donkerder. De wangen zijn crèmekleurig. De beige oren zijn klein. De buik en keel zijn crèmekleurig. De staart is relatief lang (de helft van de kop-romplengte). De eerste 20% van de staart is bedekt met spaarzame korte haren, die aan de bovenkant donkerder zijn dan aan de onderkant. De volgende 75% is naakt en donkerbruin. De punt is ongepigmenteerd.

## Voorkomen
De soort komt voor in de monding van de Orinoco in Venezuela. Deze gebieden staan vaak delen van het jaar onder water. Er groeien moerasbossen.